# 수일과 순애
"수일과 순애"는 한국에서 제작된 이구영 감독의 1931년 영화이며, 윤봉춘 등이 주연으로 출연하였다.

## 출연

### 주연
- 윤봉춘
- 이경선
- 김연실
- 심영